# Кер, Дэйв
Дэйв Кер (англ. Dave Kehr, род. в 1953) — видный американский кинокритик, регулярно публиковавшийся в 1974—2013 годах. В настоящее время занимается сохранением и популяризацией американского кинонаследия первых двух третей XX века.
По окончании Чикагского университета Кер работал кинокритиком в местных изданиях Chicago Reader (1974—1985) и Chicago Tribune (1986—1992). При анализе фильмов уделял внимание не столько социальной и нарративной, сколько визуальной составляющей. Развёрнутые кинообзоры Кера, публиковавшиеся в своё время в Chicago Reader, были переизданы Чикагским университетом в 2011 году.
Кер прославился неконформистскими взглядами, которые не стыковались с мейнстримом американской кинокритики, представленным, в частности, Полин Кейл и Винсентом Кэнби. В лапидарных рецензиях длиной в один абзац Кер вышучивал общепризнанных «гениев» артхауса (Феллини, Бергман, Кубрик) и реабилитировал голливудский «ширпортреб» середины века (Хичкок, Хоукс, Форд).  Мишенью его критики часто становились фильмы модных в то время режиссёров — Копполы, Олтмена, Вуди Аллена, Дж. Айвори, Вайды, Д. Линча, братьев Коэн. К «высшей лиге» режиссёров, помимо Хичкока, Форда и Хоукса, относил Любича, Сирка, Офюльса, Брессона и Мидзогути.
Перебравшись в 1993 году из Чикаго в Нью-Йорк, Кер на протяжении 5 лет состоял в штате издания New York Daily News, где постоянно конфликтовал с руководством, недовольным самостоятельностью его суждений. В эти годы похвалы Кера часто удостаивались работы Клинта Иствуда, Уэса Андерсона, Кесьлёвского, Киаростами, Бурмена и Кроненберга. После негативного отзыва о «Титанике» был вынужден покинуть издание, несмотря на заступничество со стороны Иствуда.
С 1999 года Кер состоял в штате газеты The New York Times, где публиковал еженедельную колонку с обзорами новых DVD (преимущественно с киноклассикой). В своих обзорах делал акцент на малоизвестных страницах истории американского кино, отстаивал необходимость возвращения зрителю полузабытых фильмов. В 2000-е годы Кер участвовал в издании иллюстрированных альбомов по истории киноплаката и сотрудничал с синефильским изданием Film Comment. В конце десятилетия обратился к популяризации творчества Рауля Уолша. Самым интересным американским режиссёром XXI века называет Дэвида Финчера.
В октябре 2013 года Кер уступил место в The New York Times своему коллеге Джиму Хоберману и перешёл на позицию куратора в Нью-Йоркский музей кино. Один из экспертов, отбирающих фильмы для включения в Национальный реестр фильмов.